# David Jelínek
David Jelínek (Brno, 7 settembre 1990) è un cestista ceco di formazione spagnola.
È il figlio di Josef Jelínek.

## Carriera
Con la Rep. Ceca ha disputato i Giochi olimpici di Tokyo 2020 e tre edizioni dei Campionati europei (2013, 2015, 2022).

## Palmarès
- Liga catalana: 3

Joventut Badalona: 2008
Andorra: 2018, 2020